# Aleksandr Dvornikov

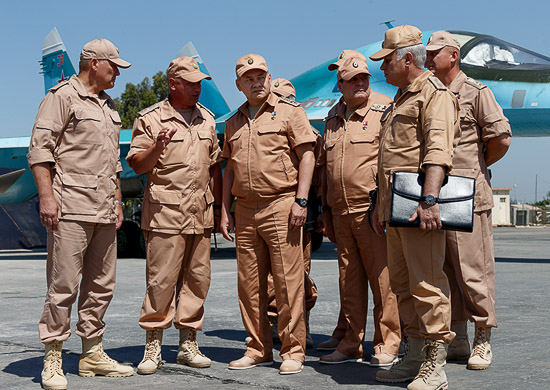
Aleksandr Dvornikov (nr två från vänster) tillsammans med bland andra Rysslands försvarsminister Sergej Sjojgu (nr tre från vänster) på flygbasen Humaymim i Syrien den 18 juni 2016, framför ett ryskt attackflygplan av typ Sukhoi Su-35.

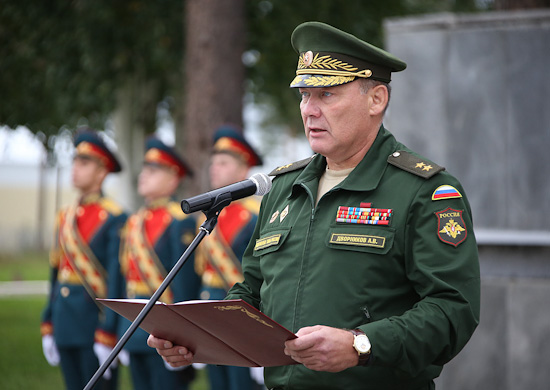
Aleksandr Dvornikov 2014.

Aleksandr Vladimirovitj Dvornikov, född 22 augusti 1961 i Ussurijsk i Primorje kraj i Sovjetunionen, är en rysk armémilitär.

## Biografi
Dvornikov utbildades på Ussurijsk Suvorov militärskola i Ussurijsk, varifrån han examinerades 1978. Han utbildades senare på Moskvas högre befälsskola med examen 1982, varefter han tjänstgjorde i Fjärran Österns militärdistrikt och därefter studerade på Frunze Militärakademi i Moskva till 1991. 
Efter att ha tjänstgjort som stabschef vid det Centrala militärdistriktet var Dvornikov under perioden september 2015–juni 2016 befälhavaren över Rysslands krigsförband i Syrien, i samband med Rysslands militära intervention  i Syrien  2015. I september 2016 utnämndes han till befälhavare för Södra militärdistriktet.  

### Rysslands invasion av Ukraina
Dvornikov deltog i Rysslands invasion av Ukraina 2022. Han har anklagats för att ligga bakom en missilattack mot järnvägsstationen i Kramatorsk den 8 april, vilken bedöms ha dödat och skadat hundratals civila som var på flykt från området.
Efter de ryska invasionsstyrkornas motgångar i norra och västra Ukraina, utsågs Aleksandr Dvornikov i början av april 2022 till befälhavare för de samlade ryska invasionsstyrkorna. I slutet av maj ersattes han av Gennadij Zjidko.